# La Rete
La Rete (Langform: Movimento per la Democrazia – La Rete; deutsch: Bewegung für die Demokratie – Das Netz) war eine Partei in Italien, die von 1991 bis 1999 bestand. Sie wurde vom damaligen Bürgermeister von Palermo, Leoluca Orlando, gegründet und geführt.

## Geschichte

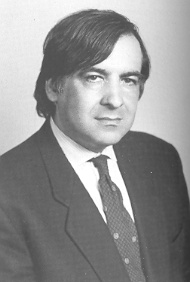
Parteigründer und -vorsitzender Leoluca Orlando

La Rete wurde am 24. Januar 1991 als Anti-Mafia-Bewegung gegründet. Ihr Gründer Leoluca Orlando war zu diesem Zeitpunkt Bürgermeister von Palermo und setzte sich mit dieser Gründung von seiner alten Partei, der Democrazia Cristiana, ab, der immer mehr Verwicklungen mit der Cosa Nostra nachgewiesen wurden. Das Gründungsprogramm von La Rete beruhte auf einer „Mischung aus christlichen Werten, Anti-Mafia-Idealen, puritanischer Sittlichkeit und Libertarismus“, wobei die spezifisch katholischen Elemente im Laufe der Zeit abgemildert wurden. Orlando wollte La Rete nicht als Partei im herkömmlichen Sinne verstanden wissen, sondern als ein „Netzwerk“, ein „neues politisches Subjekt“ und eine „Bewegung für Demokratie“.
Die Partei trat erstmals zur Regionalwahl in Sizilien im Juni 1991 an, bei der sie mit 7,4 % der Stimmen und 5 der 90 Sitze im Regionalparlament auf den vierten Platz kam. Die meisten Stimmen kamen aus Orlandos Heimatstadt Palermo, wo La Rete auf 16,3 % kam. Die Zugewinne von La Rete gingen hauptsächlich auf Kosten der Linksdemokraten (PDS; Nachfolgepartei der Kommunistischen Partei) und des neofaschistischen MSI, aber nicht der Christdemokraten. Bei der italienischen Parlamentswahl 1992 trat La Rete erstmals auf nationaler Ebene an und erhielt 1,9 % der Stimmen (0,7 % bei der Senatswahl), was sich in 12 Abgeordneten- und drei Senatsmandaten niederschlug. 
Bei der ersten Direktwahl des Bürgermeisters in Palermo gewann Leoluca Orlando, der außer von La Rete auch von der PDS, den Grünen und Bürgerinitiativen unterstützt wurde, mit 75 % der Stimmen. Bei der gleichzeitigen Kommunalwahl wurde die Liste von La Rete mit 32,6 % stärkste Kraft im Gemeinderat. Zur Parlamentswahl 1994 schloss sie sich dem linken Wahlbündnis Alleanza dei Progressisti unter Führung der PDS an. Sie erhielt erneut 1,9 % der Stimmen, was aufgrund des neuen Wahlrechts nur noch acht Mandate in der Abgeordnetenkammer, dafür aber sechs Senatoren ergab. Bei der Europawahl im selben Jahr kam La Rete auf 1,1 %, genug für einen Sitz im Europäischen Parlament. Dieser wurde von Orlando eingenommen, der sich der Fraktion Die Grünen anschloss.
Im Frühjahr 1995 trat La Rete dem Mitte-links-Bündnis L’Ulivo unter Führung Romano Prodis bei. Zur Parlamentswahl 1996 trat La Rete nicht mit einer Liste, sondern nur mit Direktkandidaten an und erhielt drei Sitze im Abgeordnetenhaus, einen im Senat. La Rete unterstützte die Regierung Prodis, war aber nicht in dessen Kabinett vertreten. Bei der sizilianischen Regionalwahl im selben Jahr fiel die Partei auf 3,6 % zurück. In Palermo wurde Leoluca Orlando jedoch 1997 als Bürgermeister wiedergewählt (wenn auch „nur“ mit 58,6 %) und La Rete erhielt bei der Kommunalwahl noch 19,6 % der Stimmen. Am 27. Februar 1999 schloss sich La Rete mit anderen Gruppen zur liberalen Partei I Democratici zusammen, die drei Jahre später in Democrazia è Libertà – La Margherita aufging.